# Тіт Андронік
«Тіт Андронік» (англ. Titus Andronicus, повністю «Найсумніша римська трагедія про Тіта Андроніка», англ. The Most Lamentable Romaine Tragedie of Titus Andronicus) -  імовірно, найранніша трагедія англійського письменника  Вільяма Шекспіра. Титульний герой — вигаданий римський воєначальник, захоплений помстою цариці готів Таморі, яка також мститься йому. Це «найкривавіша» з п'єс Шекспіра. 
Зразком для даної трагедії стали трагедії Сенеки й ранній єлизаветський театр (Бакхерст, Томас Кід та інші представники «кривавої трагедії». Більшість вчених датують п'єсу початком 1590-х років. У щоденнику єлизаветського діяча Філіпа Хенслоу «Тіт Андронік» згадується як нова п'єса 24 січня 1594 року, але багатьма дослідниками достовірність даної згадки ставиться під сумнів. 1614 року, як не без іронії свідчить Бен Джонсон, в «Тіта Андроніка» й «Іспанської трагедії» Томаса Кіда ще було доволі багато прихильників, і п'єсі, за його словами, було 25-30 років, а це означає, що її було створено в другій половині 1580-х. В XVIII—XIX століттях через надлишок жахів та вбивств «Тіт Андронік» втратив популярність і став вважатися ледь не найгіршою п'єсою Шекспіра. Лише в останні півстоліття, після вистави 1955 року з Лоуренсом Олів'є та Вів'єн Лі в головних ролях, трагедія стала достатньо широко ставитися (в 1970—2000-і роки відбулось декілька великих постановок та 3 екранізації).
Всі три прижиттєві видання ін-кварто «Тіта Андроніка» є анонімними, але Френсіс Мерес назвав в 1598 році, за життя Шекспіра, його авторство; п'єса увійшла до посмертного фоліо 1623 року. Існує пі́зніше й доволі сумнівне свідоцтво, відповідно до якого Вільям Шекспір лише «пройшовся пензлем майстра» по чужій п'єсі; деякі дослідники довіряють цій версії або ж взагалі заперечують авторство Шекспіра через нібито не властиву йому «варварську жорстокість» сюжету. Дослідники, які повністю визнають авторство Шекспіра, бачать в схематизмі образів і примітивному нагнітанні «жахливих» сцен наслідування образів, які були модними в 1580—1590-і роки, й відправну точку розвитку самостійного дару драматурга (так, образ підступного мавра Арона передує характерові Яго, низка сценічних засобів відтворюється в подальших п'єсах тощо). «Тіта Андроніка» подекуди співставляють з іншою ранньою п'єсою, «Комедією помилок» — це теж учнівське наслідування античних образів, де комічне, подібно до трагічного в «Тітові», трактується доволі прямолінійно.

## Дійові особи
- Тіт Андронік — знатний римлянин, полководець у війні проти готів
- Луцій — старший син Тіта Андроніка
- Квінт — син Тіта Андроніка
- Марцій — син Тіта Андроніка
- Муцій — син Тіта Андроніка
- Малий Луцій — син Луція
- Лавінія — дочка Тіта Андроніка
- Марк Андронік — народний трибун, брат Тіта.
- Публій — син трибуна Марка.
- Сатурнін — син померлого імператора Риму, згодом імператор
- Бассіан — брат Сатурніна, закоханий у Лавінію
- Семпроній, Кай, Валентин — родичі Тіта Андроніка
- Емілій — знатний римлянин
- Тамора — цариця готів
- Деметрій — син Тамори
- Хірон — син Тамори
- Аларб — син Тамори
- Арон — мавр, коханець Тамори
- Блазень
- Гонець
- Воєначальник
- Мамка і чорне дитя
- Римляни, готи, сенатори, трибуни, служителі правосуддя, воєначальники, воїни, слуги

## Екранізації
- 2000 рік - «Тітус» (Titus), режисер - Джулі Теймор, США.

## Переклади українською
- Вільям Шекспір. Тіт Андронік. Переклад з англійської: Борис Тен та Віктор Гуменюк. (джерело: Вільям Шекспір. Зібрання творів у 6-ти томах. Том 1. Київ: Дніпро, 1986. 536 стор: 425-498)